# Engelsbergs oljefabrik
Engelsbergs oljefabrik, världens äldsta bevarade oljeraffinaderi, är byggt 1875 på ön Barrön (även känd som Oljeön) i sjön Åmänningen vid Ängelsberg.

## Historik
Pehr August Ålund lät i slutet av 1860-talet bygga en fabrik norr om bruken vid sjön Snyten. Fabriken brann dock ner vid ett åsknedslag. Av säkerhetsskäl anlade Åhlund därför 1875 den nya fabriken på Barrön i sjön Åmänningen. Fabriken producerade bl.a. fotogen, vapenfett och maskinsmörjmedel. Råoljan importerades i huvudsak från USA, talg och fett från Ryssland och tjära, så kallad goudron, från Galizien. Råvarorna fraktades med pråm uppför Strömsholms kanal. 
Oljeraffineringen avbröts 1902 och smörjolje- och fettproduktionen lades ner 1927 då produktionen inte längre bar sig. Detta efter att de skyddstullar som funnits på konkurrerande produkter från utlandet avskaffades.

## Verksamhet idag
Raffinaderiet är i dag ett museum i Ekomuseum Bergslagen och ägs av Preem. Raffinaderiet är öppet för besök under sommarhalvåret. Överfarten till ön sker med turbåten Petrolia. Närliggande Engelsbergs bruk är ett av världens främsta industriminnen och finns med på Unescos världsarvslista.